# Anna Faris
Pour les articles homonymes, voir Faris.
Anna Faris [ˈɑːnə ˈfærɪs] est une actrice et productrice américaine, née le 29 novembre 1976 à Baltimore (Maryland).
Elle se fait connaître grâce à la série de films parodique Scary Movie.
Elle profite de ce succès pour jouer dans des longs métrages dramatiques tels que May, Lost in Translation et  Le Secret de Brokeback Mountain, au début des années 2000. Mais ses rôles de premiers plans incluent principalement d'autres comédies comme Une nana au poil, Ma super ex, Smiley Face ou encore Super blonde.
Durant la décennie suivante, elle confirme avec plus ou moins de succès, dans ce registre avec les films Une soirée d'enfer, Sex List, The Dictator, Mariage à l'anglaise ou encore Overboard... Elle perce en parallèle, à la télévision, en tenant le rôle principal de la sitcom comique Mom, de 2013 à 2020.

## Biographie

### Jeunesse et formation
Née à Baltimore, elle se passionne très vite pour le métier de comédienne, et monte des pièces de théâtre avec les enfants de son quartier. Elle obtient son premier véritable travail d'actrice à neuf ans, dans une pièce au Seattle Repertory Theatre (en).
Après des études de littérature anglaise à l'université de Washington, Anna décide d'aller tenter sa chance sur les scènes de Londres, puis de Los Angeles.

### Vie privée
En 1999, elle rencontre l'acteur Ben Idra sur le tournage du film Lovers Lane (en). Le 3 juin 2004, ils se marient. En avril 2007, ils annoncent leur séparation et divorcent le 19 février 2008.
Elle rencontre l'acteur américain Chris Pratt, début 2007, durant le tournage de Une soirée d'enfer. Ils se fiancent le 29 janvier 2009 puis se marient, cinq mois après, le 9 juillet 2009 à Bali en Indonésie. Elle donne naissance à un garçon le 25 août 2012, prénommé Jack. Lors du passage de son mari, le 5 décembre 2014 à la soirée March of Dimes, il confie que son fils est né « prématurément deux mois avant le terme mais qu'aujourd'hui tout va très bien ». Le 6 août 2017, ils annoncent leur séparation et divorcent en décembre de la même année,.
Depuis septembre 2017, elle fréquente le directeur de la photographie, Michael Barett, rencontré sur le tournage de Overboard,.

### Révélation comique
En 2000, elle se voit confier le premier rôle d'un long-métrage : une parodie de la culture populaire de la décennie écoulée, et en particulier du cinéma d'horreur pour adolescents. Scary Movie connait un large succès commercial, et l'actrice reprend donc son rôle de Cindy Campbell pour les suites Scary Movie 2 en 2002, Scary Movie 3 en 2003 et Scary Movie 4 en 2006. Les critiques sont de plus en plus mauvaises, mais le box-office reste positif.
Parallèlement, la comédienne exploite le filon de la comédie potache avec : The Hot Chick en 2002, aux côtés de Rob Schneider et Rachel McAdams, la romance Just Friends en 2005, portée par Ryan Reynolds et Amy Smart, ainsi que Service non compris, toujours avec Reynolds. Ou encore la grosse production Ma super ex, avec Uma Thurman dans le rôle-titre.
Enfin, elle apparaît dans quatre épisodes de la dernière saison de la très populaire sitcom Friends, où elle interprète Erica, une jeune femme enceinte souhaitant faire adopter son futur enfant.
Elle tente également de percer dans un registre dramatique en 2003, pour des longs-métrages recevant des critiques très positives : d'abord en portant le film d'horreur à moyen budget May puis en faisant partie de la distribution de Lost in Translation, aux côtés de Scarlett Johansson et Bill Murray.
Et en 2005, elle fait partie de la distribution principale du mélodrame Le Secret de Brokeback Mountain.

### Tête d'affiche au cinéma

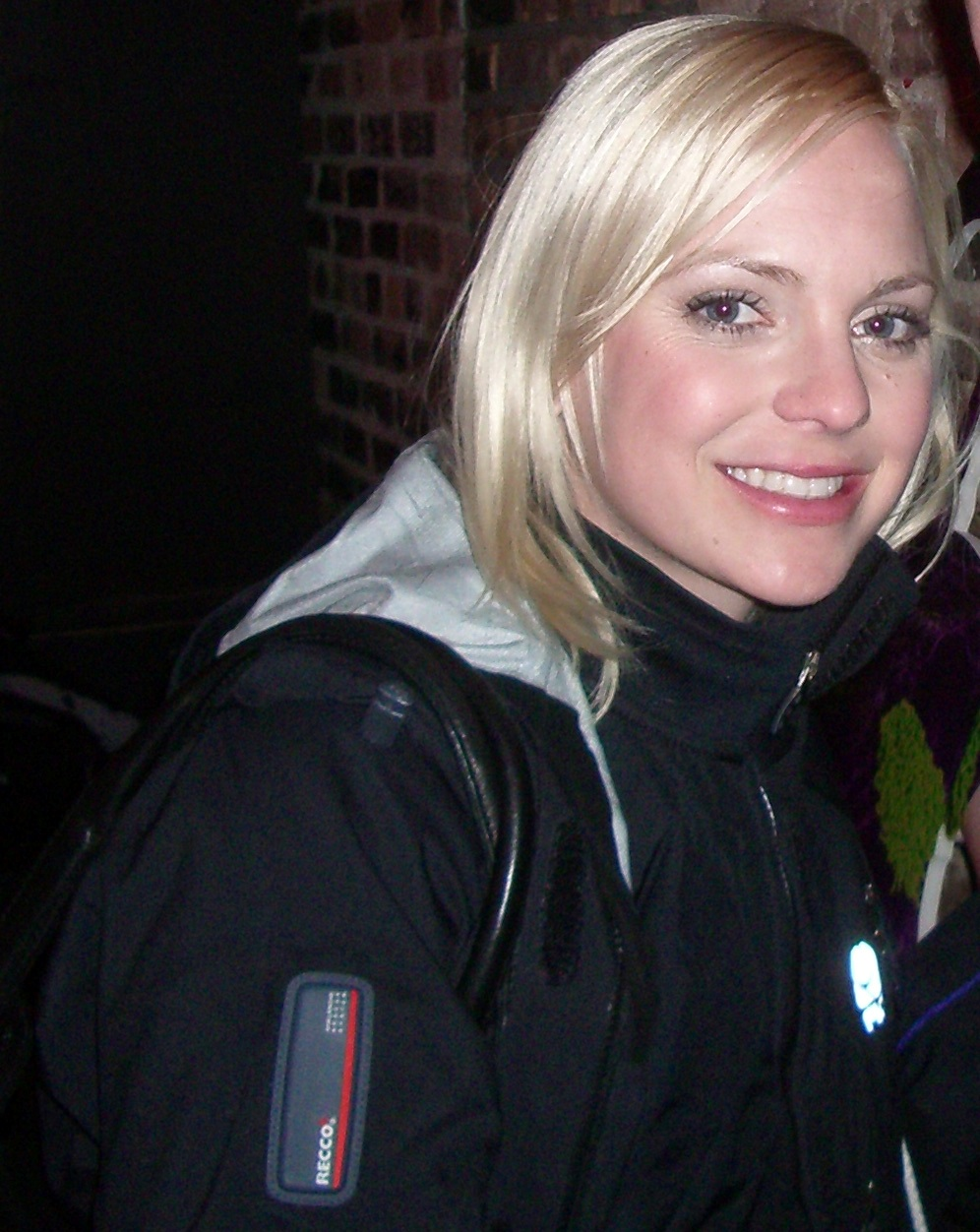
L'actrice en janvier 2007.

En 2006, elle parvient à se hisser dans des premiers rôles comiques : d'abord en menant l'acclamée comédie dramatique indépendante Smiley Face, réalisée par Gregg Araki, puis en jouant la bimbo pour la satire Super blonde, qu'elle produit également. Les critiques du film sont mitigées mais la performance de l'actrice est saluée.
Elle joue aussi son propre rôle dans trois épisodes de la comédie Entourage, diffusés en 2008.
L'année 2009 lui permet de se diversifier. Elle double des personnages de la comédie familiale Alvin et les Chipmunks 2 et du film d'animation Tempête de boulettes géantes, et elle évolue aux côtés de Seth Rogen et Ray Liotta dans la comédie indépendante Observe and Report.
En 2010, elle reprend le doublage pour le film d'animation Yogi l'ours, puis Alvin et les Chipmunks 3. Les critiques sont désastreuses.
En 2011, elle tente de nouveau le premier rôle pour la romance (S)ex List, qu'elle produit, et dont elle partage l'affiche avec Chris Evans, et donne la réplique à Topher Grace pour Une soirée d'enfer.

### Momet renommée comique

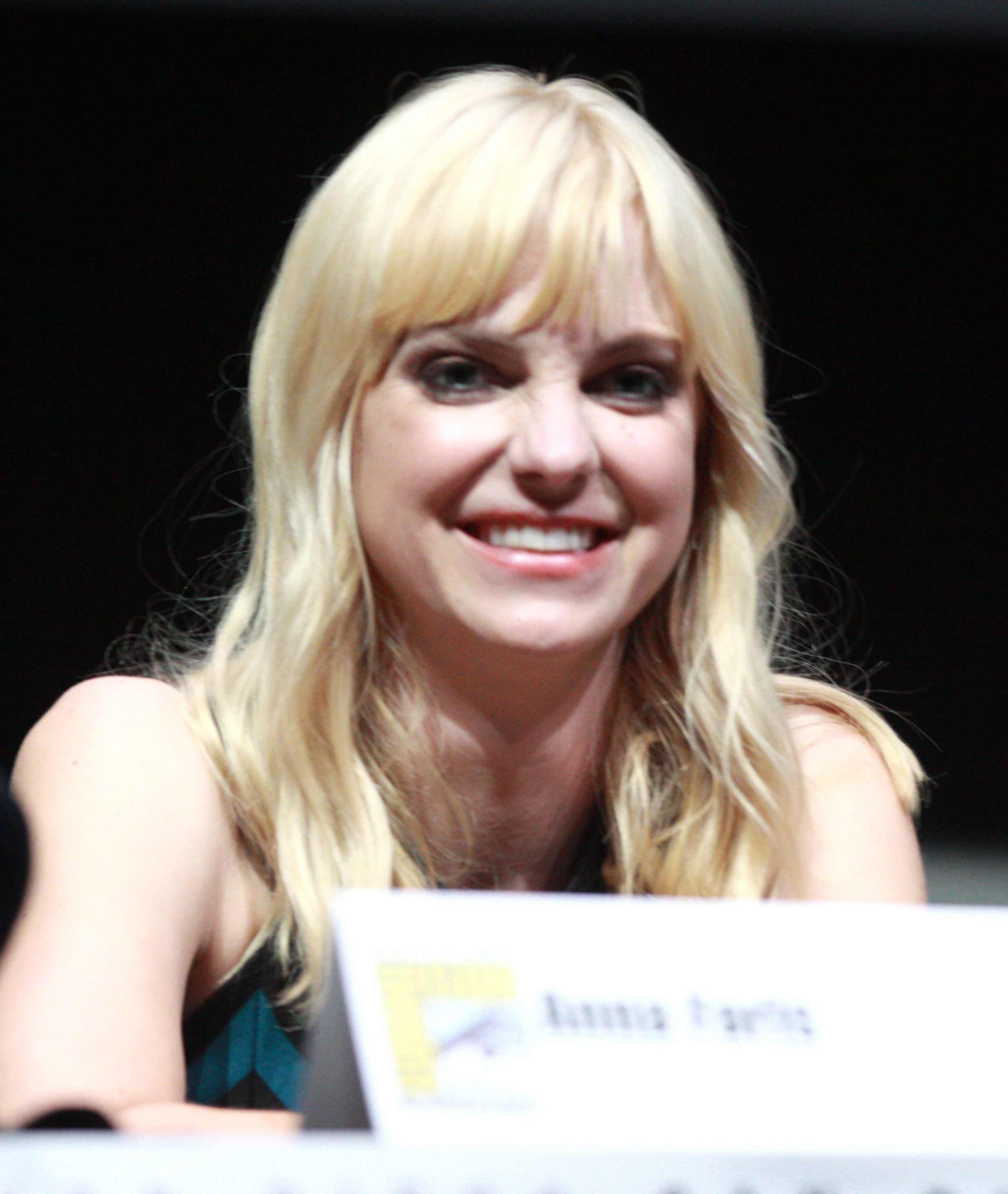
L'actrice au Comic-Con 2013 à San Diego

En 2012, elle évolue aux côtés de Sacha Baron Cohen dans l'attendue satire The Dictator, et en 2013, elle fait partie de la distribution principale de la comédie dramatique Mariage à l'anglaise.
La même année, elle renoue avec la critique pour L'Île des Miam-nimaux : Tempête de boulettes géantes 2, et décroche le premier rôle d'une sitcom, Mom. Les critiques sont positives, et le programme est renouvelé pour une seconde saison.
Cette année-là, sort Scary Movie 5, sans sa participation, le plus gros échec critique de la franchise.
En 2018, elle fait son retour au cinéma en tant qu'héroïne pour la comédie Overboard. Eva Longoria y interprète sa meilleure amie. Il s'agit d'un remake du film homonyme, sorti en 1987. À sa sortie, le film décroche la seconde place du box office américain.
En 2022, elle décroche l'un des rôles principaux du film comique The Estate aux côtés de Toni Collette et David Duchovny, produit par Sarah Jessica Parker. Le film obtient de bonnes critiques.

## Filmographie

### Cinéma
| Année | Film                                                   | Titre original                               | Titre québécois                       | Rôle                    | Budget       | Recettes mondiales |
| ----- | ------------------------------------------------------ | -------------------------------------------- | ------------------------------------- | ----------------------- | ------------ | ------------------ |
| 1996  | Eden                                                   | Eden                                         |                                       | Dithy                   |              |                    |
| 1999  | Skanks (court-métrage)                                 | Skanks                                       |                                       | Dawn                    |              |                    |
| 2000  | Scary Movie                                            | Scary Movie                                  | Film de peur                          | Cindy Campbell          | 19 millions  | 157 millions       |
| 2000  | Lovers Lane (en)                                       | Lovers Lane                                  |                                       | Jannelle Bay            |              |                    |
| 2001  | Scary Movie 2                                          | Scary Movie 2                                | Film de peur 2                        | Cindy Campbell          | 45 millions  | 71 millions        |
| 2002  | May                                                    | May                                          |                                       | Polly                   | 500 000      | 150 millions       |
| 2002  | Une nana au poil                                       | The Hot Chick                                | Miss Populaire                        | April                   |              | 35 millions        |
| 2003  | Une blonde en or                                       | Winter Break                                 |                                       | Justine                 |              |                    |
| 2003  | Lost in Translation                                    | Lost in Translation                          |                                       | Kelly                   | 4 millions   | 45 millions        |
| 2003  | Scary Movie 3                                          | Scary Movie 3                                | Film de peur 3                        | Cindy Campbell          | 48 millions  | 110 millions       |
| 2004  | Spelling Bee (court-métrage)                           | Spelling Bee                                 |                                       | Jane Connelly           |              |                    |
| 2005  | Southern Belles                                        | Southern Belles                              |                                       | Belle Scott             |              |                    |
| 2005  | Le Secret de Brokeback Mountain                        | Brokeback Mountain                           | Souvenirs de Brokeback Mountain       | Lashawn Malone          | 14 millions  | 83 millions        |
| 2005  | Service non compris                                    | Waiting...                                   |                                       | Serena                  | 3 millions   | 16 millions        |
| 2005  | Just Friends                                           | Just Friends                                 | Simplement amis?                      | Samantha James          |              | 32 millions        |
| 2006  | Scary Movie 4                                          | Scary Movie 4                                | Film de peur 4                        | Cindy Campbell          | 45 millions  | 90 millions        |
| 2006  | Ma super ex                                            | My Super Ex-Girlfriend                       | Ma super ex-copine                    | Hannah Lewis            |              | 22 millions        |
| 2006  | Guilty Hearts                                          | Guilty Hearts                                |                                       | Jane Conelly            |              |                    |
| 2007  | Smiley Face                                            | Smiley Face                                  |                                       | Jane F.                 |              | 179 millions       |
| 2007  | Mama's Boy                                             | Mama's Boy                                   | Fils à maman                          | Nora Flannigan          |              |                    |
| 2008  | Super blonde                                           | The House Bunny                              | La Bunny du campus                    | Shelley                 | 25 millions  | 48 millions        |
| 2008  | The Spleenectomy (court-métrage)                       | The Spleenectomy                             |                                       | Danielle / Dr. Fields   |              |                    |
| 2009  | FAQ About Time Travel                                  | Frequently Asked Questions About Time Travel |                                       | Cassie                  |              |                    |
| 2009  | Observe and Report                                     | Observe and Report                           | L'agent provocateur                   | Brandi                  | 18 millions  | 24 millions        |
| 2009  | Tempête de boulettes géantes                           | Cloudy with a Chance of Meatballs            | Il pleut des hamburgers               | Sam Sparks (voix)       | 100 millions | 124 millions       |
| 2009  | Alvin et les Chipmunks 2                               | Alvin and the Chipmunks: The Squeakquel      | Alvin et les Chipmunks: La suite      | Jeanette Miller (voix)  | 75 millions  | 219 millions       |
| 2010  | Yogi l'ours                                            | Yogi Bear                                    | Yogi l'ours                           | Rachel                  | 80 millions  | 100 millions       |
| 2011  | Une soirée d'enfer                                     | Take Me Home Tonight                         |                                       | Wendy Franklin          |              | 6 millions         |
| 2011  | (S)ex List                                             | What's Your Number?                          | C'est quoi ton numéro?                | Ally Darling            | 20 millions  | 14 millions        |
| 2011  | Alvin et les Chipmunks 3                               | Alvin and the Chipmunks: Chipwrecked         | Alvin et les Chipmunks: Les naufragés | Jeanette Miller (voix)  | 75 millions  | 133 millions       |
| 2012  | The Dictator                                           | The Dictator                                 | Le Dictateur                          | Zoey                    | 65 millions  | 59 millions        |
| 2013  | My Movie Project                                       | Movie 43                                     |                                       | Vanessa                 | 6 millions   | 8 millions         |
| 2013  | Mariage à l'anglaise                                   | I Give It a Year                             |                                       | Chloe                   |              | 28 millions        |
| 2013  | L'Île des Miam-nimaux : Tempête de boulettes géantes 2 | Cloudy with a Chance of Meatballs 2          | Il pleut des hamburgers 2             | Sam Sparks (voix)       | 78 millions  | 119 millions       |
| 2014  | 22 Jump Street                                         | 22 Jump Street                               |                                       | Anna (générique de fin) | 50 millions  | 191 millions       |
| 2015  | Alvin et les Chipmunks : À fond la caisse              | Alvin and the Chipmunks: The Road Chip       | Alvin et les Chipmunks : Sur la route | Jeanette Miller (voix)  | 90 millions  | 232 millions       |
| 2016  | Keanu                                                  | Keanu                                        |                                       | Anna Faris              |              |                    |
| 2017  | Le Monde secret des Emojis                             | The Emoji Movie                              | Émoji le film                         | Geeki (voix)            |              |                    |
| 2018  | Overboard                                              | Overboard                                    | Overboard                             | Kate                    |              |                    |
| 2024  | Mon espion 2 : Mission Italie                          | My Spy : The Eternal City                    |                                       | Nancy                   |              |                    |
| 2025  | Scary Movie 6                                          |                                              |                                       |                         |              |                    |

### Télévision

#### Téléfilms
- 1991 : Deception: A Mother's Secret (téléfilm) : Liz

#### Séries télévisées
- 2002-2004 : Les Rois du Texas : Jeune fille hippie / Lisa (voix, 2 épisodes)
- 2004 : Friends : Érica (saison 10, 5 épisodes)
- 2005 : Blue Skies : Sarah (pilote non retenu par NBC[21])
- 2008 : Entourage : Son propre rôle (3 épisodes)
- 2013-2020 : Mom : Christy (rôle principal- saisons 1 à 7)
- 2018 : The Joel McHale Show with Joel McHale : Sandy (1 épisode)
- 2019 : Gay of Thrones : elle-même (saison 6, épisode 2)
- 2021 : HouseBroken : Lil' Bunny / Chartreuse (voix)

## Voix francophones
En France, Barbara Villesange et Elisabeth Ventura sont les voix les plus régulières d'Anna Faris. Par ailleurs, Ingrid Donnadieu et Natacha Muller l'ont doublée à trois reprises chacune.
Au Québec, Violette Chauveau est la voix québécoise régulière de l'actrice.

## Distinctions

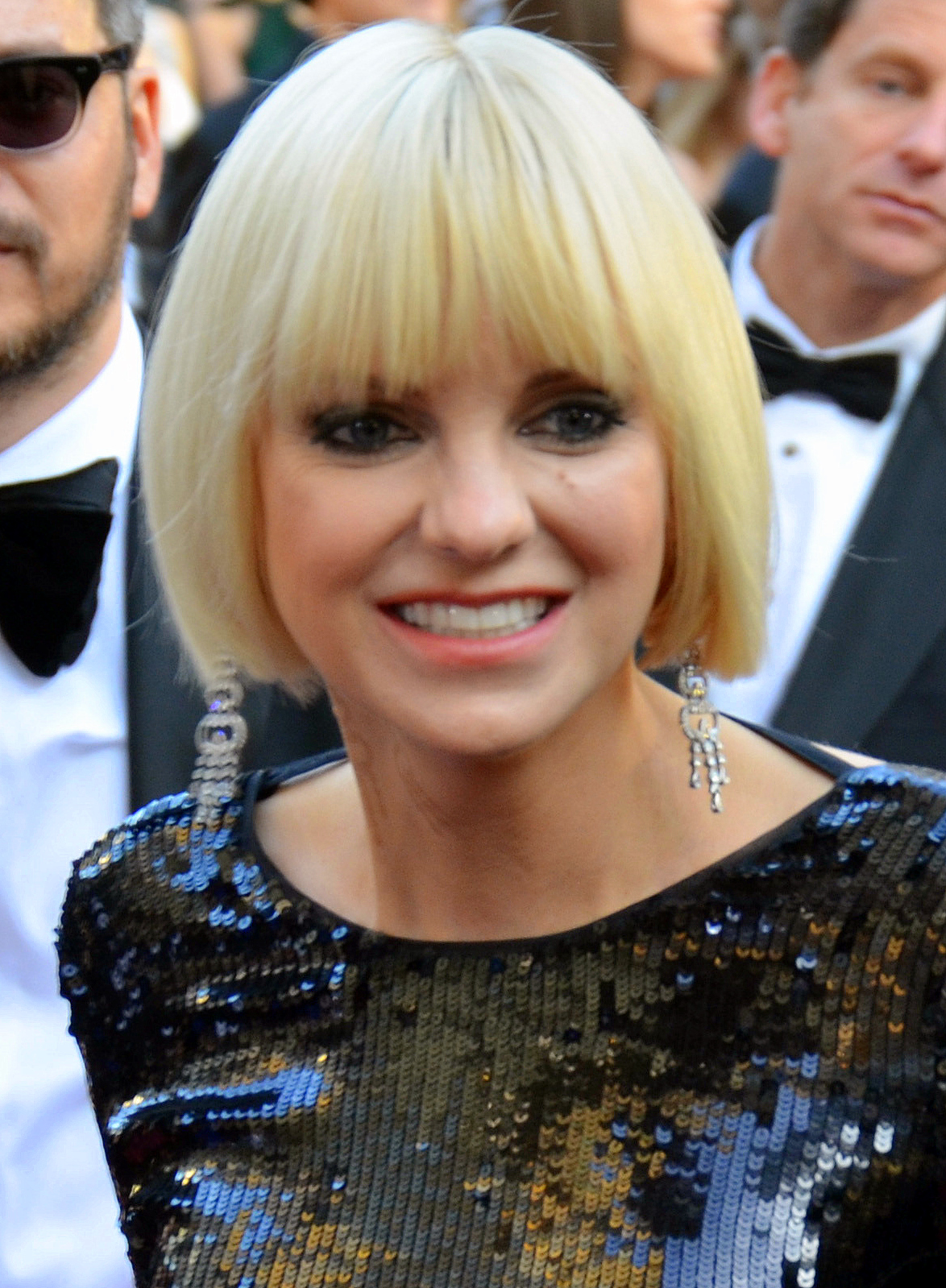
Lors de la des Oscars en 2012.

Sauf indication contraire ou complémentaire, les informations mentionnées dans cette section proviennent de la base de données IMDb.

### Récompenses
- CinemaCon 2012 : Lauréate du Prix de la star comique de l'année.

### Nominations
- 2001 : MTV Movie Awards de la meilleure révélation féminine dans une comédie pour Scary Movie (2000).
- 2001 : MTV Movie Awards du meilleur baiser partagée avec Jon Abrahams dans une comédie pour Scary Movie (2000).
- 2004 : Fangoria Chainsaw Awards de la meilleure actrice dans un second rôle dans un drame d'horreur pour May (2002).
- 2004 : Gold Derby Awards de la meilleure actrice invitée dans une série télévisée comique pour Friends (1993-2003).
- 2005 : Gotham Independent Film Awards de la meilleure distribution dans un drame pour Le Secret de Brokeback Mountain (2005) partagée avec Linda Cardellini, Michelle Williams, Jake Gyllenhaal, Anne Hathaway, Heath Ledger et Randy Quaid.
- 2006 : Fangoria Chainsaw Awards de la meilleure héroïne dans une comédie pour Scary Movie 4 (2006).
- 2006 : Gold Derby Awards de la meilleure distribution dans un drame pour Le Secret de Brokeback Mountain (2005) partagée avec Linda Cardellini, Michelle Williams, Jake Gyllenhaal, Anne Hathaway, Heath Ledger et Randy Quaid.
- 2006 : MTV Movie Awards du meilleur baiser partagée avec Chris Marquette dans une comédie romantique pour Just Friends (2005).
- 12e cérémonie des Screen Actors Guild Awards 2006 : Meilleure distribution dans un drame pour Le Secret de Brokeback Mountain (2005) partagée avec Linda Cardellini, Michelle Williams, Jake Gyllenhaal, Anne Hathaway, Heath Ledger et Randy Quaid.
- 8e cérémonie des Teen Choice Awards 2006 :
  - Meilleure actrice dans une comédie romantique pour Just Friends (2005).
  - Meilleur baiser partagée avec Chris Marquette dans une comédie romantique pour Just Friends (2005).
- 2007 : MTV Movie Awards du meilleur combat partagée avec Uma Thurman dans une comédie de science-fiction pour Ma super ex (2006).
- MTV Movie Awards 2009 : Meilleure performance comique dans une comédie romantique pour Super blonde (2008).
- 33e cérémonie des Teen Choice Awards 2011 : Meilleure actrice dans une comédie romantique pour Une soirée d'enfer (2011).
- 2014 : BTVA Feature Film Voice Acting Awards de la meilleure performance vocale pour l'ensemble de la distribution dans une comédie d'animation pour L'Île des Miam-nimaux : Tempête de boulettes géantes 2 (2013) partagée avec Bill Hader, James Caan, Will Forte, Andy Samberg, Terry Crews, Benjamin Bratt, Neil Patrick Harris et Kristen Schaal.
- 2014 : Online Film & Television Association de la meilleure actrice dans une série télévisée comique pour Mom (2013-).
- 40e cérémonie des People's Choice Awards 2014 : Actrice préférée dans une nouvelle série télévisée comique pour Mom (2013-).
- 2014 : Prism Award de la meilleure performance dans une série télévisée comique pour Mom (2013-).
- 43e cérémonie des People's Choice Awards 2017 : Actrice préférée dans une nouvelle série télévisée comique pour Mom (2013-).
- 20e cérémonie des Teen Choice Awards 2018 : Meilleure actrice dans une comédie romantique pour Overboard (2018).
- Alliance of Women Film Journalists Awards 2019 :
  - Actrice ayant le plus besoin d'un nouvel agent dans une comédie romantique pour Overboard (2018).
  - Plus grande différence d'âge entre le personnage principal et son amoureuse partagée avec Eugenio Derbez dans une comédie romantique pour Overboard (2018).